# True Grit (pel·lícula de 2010)
|  | Aquest article tracta sobre la pel·lícula de 2010; si cerqueu la pel·lícula de 1969, vegeu l'article Valor de llei |

True Grit és un western del 2010, escrit i dirigit pels germans Coen i protagonitzat per Hailee Steinfeld, Jeff Bridges, Josh Brolin i Matt Damon. La pel·lícula és una adaptació de la novel·la de Charles Portis, la qual fou adaptada al cinema ja el 1969. Jeff Bridges interpreta Reuben J. "Rooster" Cogburn, que fou anteriorment interpretat per John Wayne en la versió del 1969. Fou estrenada el 22 de desembre del 2010 i va rebre deu nominacions als Oscar.

## Argument
Mattie Ross (Hailee Steinfeld), una noia de 14 anys, emprèn una recerca per venjar la mort del seu pare per part d'un rodamón, Tom Chaney (Josh Brolin). Ross convenç un oficial de policia, alcohòlic i gras, Rooster Cogburn (Jeff Bridges), perquè s'uneixi a la recerca de Chaney. LaBouef (Matt Damon), un rànger de Texas, que també persegueix Chaney, s'unirà a la caça.

## Repartiment
- Jeff Bridges: Rooster Cogburn
- Matt Damon: LaBoeuf
- Hailee Steinfeld: Mattie Ross
- Josh Brolin: Tom Chaney
- Barry Pepper: Lucky Ned Pepper
- Dakin Matthews: Coronel Stonehill
- Paul Rae: Emmett Quincy
- Domhnall Gleeson: Moon (The Kid)
- Ed Corbin: Bear Man
- Bruce Green: Harold Parmalee
- Leon Russom: Xèrif

## Producció i adaptació
Al febrer de 2008 es van conèixer els primers rumors sobre el projecte, no obstant això la pel·lícula no va ser confirmada fins a març de 2009.
Les proves de càsting es van dur a terme a Texas al novembre de 2009, per trobar la protagonista de catorze anys, Mattie Ross. Al mes següent es va crear un lloc web que demanava cintes de vídeo de les possibles candidates. El lloc indicava que estaven buscant una noia entre 12 i 17 anys i que el personatge era "simple, dur com un clau" i que "el seu excepcional i dur coratge i les seves maneres franques són sovint sorprenents".
Segons els Coen, la pel·lícula és més fidel a la novel·la que l'adaptació de 1969. En una entrevista amb IGN a l'octubre de 2009 Ethan Coen va dir:
| « | “En part és una qüestió de punts de vista. Tot el llibre segueix el punt de vista de la nena de 14 anys. Això en certa manera ens fa impressió. Crec que el llibre és molt més graciós que la pel·lícula [1969], crec que, desafortunadament, es va perdre molt de l'humor tant en les situacions com en el punt de vista de la protagonista. A més, acaba de forma diferent que ho fa la pel·lícula. Veus el personatge principal —la noia— 25 anys després quan és una adulta. Una altra petita diferència amb la pel·lícula —i potser és simplement per l'època en què va ser realitzada— és que el llibre és molt més dur i més violent que el que reflecteix la pel·lícula. És en part el més interessant del projecte” | » |

La pel·lícula va ser filmada a l'àrea de Santa Fe a Nou Mèxic, entre març i abril de 2010, i també a Granger i Austin, Texas.
True Grit és la primera pel·lícula dels Coen des d'Intolerable Cruelty (2003) que rep una classificació de PG-13, a causa d'algunes mostres d'intensa violència i imatges fortes.

## Premis i nominacions
| Any  | Premis | Categoria                 | Receptor/s                                             | Resultat   |
| ---- | ------ | ------------------------- | ------------------------------------------------------ | ---------- |
| 2010 | Oscars | Millor pel·lícula         |                                                        | Candidata  |
| 2010 | Oscars | Millor director           | Ethan Coen Joel Coen                                   | Candidats  |
| 2010 | Oscars | Millor actor              | Jeff Bridges                                           | Candidat   |
| 2010 | Oscars | Millor actriu secundària  | Hailee Steinfeld                                       | Candidata  |
| 2010 | Oscars | Millor guió adaptat       | Ethan Coen Joel Coen                                   | Candidats  |
| 2010 | Oscars | Millor fotografia         | Roger Deakins                                          | Candidat   |
| 2010 | Oscars | Millor direcció artística | Jess Gonchor Nancy Haigh                               | Candidates |
| 2010 | Oscars | Millor vestuari           | Mary Zophres                                           | Candidata  |
| 2010 | Oscars | Millor so                 | Skip Lievsay Craig Berkey Greg Orloff Peter F. Kurland | Candidats  |
| 2010 | Oscars | Millor edició de so       | Skip Lievsay Craig Berkey                              | Candidats  |
| 2010 | BAFTA  | Millor pel·lícula         |                                                        | Candidata  |
| 2010 | BAFTA  | Millor actor              | Jeff Bridges                                           | Candidata  |
| 2010 | BAFTA  | Millor actriu             | Hailee Steinfeld                                       | Candidata  |
| 2010 | BAFTA  | Millor guió adaptat       | Ethan Coen Joel Coen                                   | Candidata  |
| 2010 | BAFTA  | Millor fotografia         | Roger Deakins                                          | Guanyador  |
| 2010 | BAFTA  | Millor direcció artística | Jess Gonchor Nancy Haigh                               | Candidates |
| 2010 | BAFTA  | Millor vestuari           | Mary Zophres                                           | Candidata  |
| 2010 | BAFTA  | Millor so                 | Skip Lievsay Craig Berkey Greg Orloff Peter F. Kurland | Candidats  |